# Сияринска-Баня
Сияринска-Баня (серб. Сијаринска Бања, алб. Baja e Siarinës) — населённый пункт городского типа в общине Медведжя Ябланичского округа Республики Сербии. Бальнеологический курорт.

## История
Термальные источники в сияринском ущелье были известны ещё во времена Средневековья. После Берлинского конгресса 1878 года вокруг источников образовался город-курорт.

## Население
Согласно переписи населения 2002 года, в городе проживало 568 человек (282 серба, 231 албанец, 45 черногорцев и другие).
| Численность населения | Численность населения | Численность населения | Численность населения | Численность населения | Численность населения | Численность населения | Численность населения |
| 1948                  | 1953                  | 1961                  | 1971                  | 1981                  | 1991                  | 2002                  | 2011                  |
| --------------------- | --------------------- | --------------------- | --------------------- | --------------------- | --------------------- | --------------------- | --------------------- |
| 104                   | 106                   | 255                   | 307                   | 582                   | 530                   | 568                   | 376                   |

## Религия
- Храм Святого Пророка Илии — центр Сияриньскобаньского прихода Ябланичского архиерейского наместничества Нишской епархии[3].